# CD Consoles
 (août 2025).
CD Consoles est un magazine de jeu vidéo lancé en novembre 1994. Il traite de l'ensemble des consoles, puis se spécialise dans les consoles de dernière génération. Ce magazine sera remplacé par Gen4 Consoles en novembre 1999.

## Historique
Le magazine, qui s'adresse à un public adolescent, est né en novembre 1994, lors de l'avènement des consoles 32 bits. 